# کریستین سیکو
کریستین سیکو (فرانسوی: Christine Cicot‎؛ زادهٔ ۱۰ سپتامبر ۱۹۶۴) جودوکار اهل فرانسه است.
وی در مسابقات کشوری و بین‌المللی در مجموع برندهٔ ۱ مدال طلا، ۱ مدال برنز شده‌است.